# نموذج أعمال
نَمُوذَجُ اَلْأَعْمَالِ أو النَمُوذَجُ اَلتُّجَارِيُّ أو نَمُوذَجُ اَلرِّبِْح هو: المنطق الذي تتبعه مؤسسة ما من أجل خلق وإيصال وامتلاك قيمة (سواء كانت هذه القيمة اقتصادية أو اجتماعية أو غيرها). عملية بناء نموذج الأعمال تعتبر جزءاً من الإدارة الاستراتيجية.

## تعريف نموذج الأعمال

### المنظور الاقتصادي
عرف ستيوارت (Stewart) وزاهو (Zhao) (2000) نموذج الأعمال على أنه ‘‘البيان الذي يوضح طريقة جلب الشركة للأموال والحفاظ على تدفق أرباحها مع مرور الوقت.’’ 

### الناتج الإستراتيجي
يرى مايو (Mayo) وبراون (Brown) (1999) نموذج الأعمال باعتباره ‘‘تصميمًا للأنظمة المستقلة الرئيسية التي تتسبب في الأعمال التجارية التنافسية والمحافظة عليها.’’ 

## تعريفات تصميم نموذج الأعمال أو تطويره
ينظر وزت (Zott) وأدميت (Amit) (2009) لتصميم نموذج الأعمال من منظور مواضيع التصميم ومحتوى التصميم. تشير مواضيع التصميم إلى موجهي إنشاء القيمة المسيطرة للنظام ويفحص محتوى التصميم بالتفصيل الأنشطة الجاري تنفيذها وربطها وترتيبها ومن سيقوم بها.

### مواضيع التصميم التي تركز على تصميم نموذج الأعمال
وضع إطار لتطوير نموذج الأعمال مع التركيز على موضوعات التصميم، اقترح ليم (Lim) (2010) تطوير نموذج أعمال عمليات البنية الاستراتيجية البيئية التي تراعي المواءمة بين إستراتيجية المنظمة وهيكلها وعملياتها والعوامل البيئية لتحقيق المميزات التنافسية في المزيج المتفاوت للتكلفة والجودة والوقت والمرونة والابتكار والتأثير.
يشمل تصميم نموذج الأعمال تصميم ووصف البنود التالية الخاصة بالشركة:
- عروض القيم
- أجزاء العميل المستهدف
- قنوات التوزيع
- علاقات العميل
- أشكال القيمة
- القدرات الرئيسية
- شبكة الشريك
- هيكل التكلفة
- نموذج العائدات

يعد تصميم نموذج الأعمال إحدى المواد البارزة المنبثقة من صياغة الأعمال. يشير ما سبق إلى تعريف منطق الأعمال التجارية لأي شركة على المستوى الإستراتيجي بينما يشير الأخير إلى تصميم عملية الأعمال على المستوى التشغيلي.

ويمكن لقالب تصميم نموذج الأعمال تيسير عملية التصميم ووصف نموذج أعمال أي شركة.
قدمت المطبوعات تفسيرات وتعاريف متنوعة جدًا لنموذج الأعمال. تعرّف المراجعة والتحليل المنهجيان لاستجابات المديرين على استبيان ما نماذج الأعمال على أنها تصميم البنى التنظيمية لتمكين الفرص التجارية. تؤكد الملحقات الإضافية لمنطق التصميم على استخدام السرد أو الترابط عند وصف نموذج الأعمال كآليات يقوم رواد الأعمال من خلالها بإنشاء شركات ناشئة ناجحة كثيرًا.
تُستخدم نماذج الأعمال لوصف وتصنيف الأعمال، خصوصًا في بيئة ريادة الأعمال، كما يستخدمها المديرون داخل الشركات لاستكشاف احتماليات التطوير في المستقبل. يمكن أن تلعب نماذج الأعمال المعروفة دور «الوصفات» بالنسبة للمديرين المبدعين. يُشار إلى نماذج الأعمال في بعض الحالات في سياق المحاسبة لأغراض كتابة التقارير العامة.

## التاريخ
أصبحت نماذج الأعمال أكثر تعقيدًا بكثير مع مرور السنوات. ظهر نموذج الأعمال المسمى الطعم والخطاف (ويُشار إليه أيضًا باسم «نموذج أعمال الشفرة والنصل» أو «نموذج أعمال المنتجات المرتبطة») في بدايات القرن العشرين. يتضمن هذا النموذج تقديم منتج رئيسي بسعر منخفض جدًا، بخسارة غالبًا («الطعم»)، ثم فرض مبالغ تعويضية متكررة على العبوات الجديدة أو الخدمات أو المنتجات المرتبطة به («الخطاف»). تتضمن الأمثلة عن نموذج الأعمال هذا: الشفرة (الطعم) والنصل (الخطاف)، والهواتف النقالة (الطعم) وموعد الإذاعة على الهواء (الخطاف)، طابعات الحواسيب (الطعم) وعبوات الحبر الجديدة (الخطاف)، وآلات التصوير (الطعم) والمطبوعات (الخطاف). طبقت شركة أدوبي العديد من الأشكال المتنوعة لهذا النموذج، شركة أدوبي هي عبارة عن شركة مطورة للبرمجيات طرحت برنامج قراءة الوثائق الخاص بها بشكل مجاني، ولكن فرضت رسومًا قدرها مئات الدولارات مقابل استخدام التطبيق الخاص بكتابة الوثائق.
في خمسينيات القرن العشرين، ظهرت نماذج أعمال جديدة من مطاعم ماكدونالدز وشركة تويوتا. يعزى ابتكار نماذج الأعمال في ستينيات القرن نفسه إلى شركتي وول مارت وهايبرماركتس. برزت نماذج أعمال جديدة في سبعينيات القرن العشرين قدمتها شركتا فيديكس وتويز آر أص، أما نماذج الثمانينيات فقدمتها شركة بلوك باستر، وهوم ديبوت، وإنتل، وديل، بينما قدمت شركات مثل خطوط ساوث ويست الجوية، ونتفليكس، وإيباي، وأمازون، وستاربكس نماذج التسعينيات.
من الممكن أن يعتمد نمط نموذج الأعمال اليوم على كيفية استخدام التكنولوجيا. على سبيل المثال، ابتكر رواد الأعمال على الإنترنت أيضًا نماذج جديدة كليًا تعتمد تمامًا على تقنيات موجودة أو مستجدة. يمكن لاستخدام التكنولوجيا أو الأعمال الوصول إلى عدد كبير من العملاء بأقل تكاليف ممكنة. بالإضافة إلى ذلك، يعني ارتفاع نسبة التعهيد والعولمة أنه على نماذج الأعمال أن تأخذ بعين الاعتبار تحديد المصادر الاستراتيجية، وسلاسل التوريد المعقدة، والانتقال إلى بنى تعاونية وتعاقدية قائمة على العلاقات.

## رؤى نظرية وتجريبية

### منطق التصميم والترابط السردي
يعرض منطق التصميم نموذج الأعمال على أنه نتيجة لابتكار بنى تنظيمية جديدة أو تغيير البنى الموجودة لتتبع فرصة معينة. أجرى كل من جيري جورج وآدم بوك (2011) مراجعة شاملة للمطبوعات وأجروا استبيانات للمديرين لفهم كيفية إدراكهم لمكونات نموذج الأعمال. يظهر المؤلفان في ذلك التحليل وجود منطق تصميم وراء فهم رواد الأعمال والمديرين لنماذج أعمالهم وشرحها. في إضافات أخرى إلى منطق التصميم، يستخدم جورج وبوك (2012) دراسات حالة وبيانات الاستطلاعات الخاصة بشركة آي بي إم حول نماذج الأعمال في الشركات الكبيرة، لوصف كيفية إنشاء المدراء التنفيذيين ورواد الأعمال روايات أو قصص بطريقة مترابطة لتحريك الأعمال من فرصة إلى أخرى. يُظهران أيضًا أنه عندما تكون الروايات غير مترابطة أو عندما تكون مكونات القصة غير متوازنة، تفشل هذه الأعمال غالبًا. ينصحان بطرق يتمكن فيها رواد الأعمال أو المدراء التنفيذيين من إنشاء روايات قوية للتغيير.

## روابط خارجية
- Business models in the software industry
- Sustaining Digital Resources: An on-the-ground view of projects today, Ithaka, November 2009. Overview of the models being deployed and analysis on the effects of income generation and cost management.